# Ashes of Time
Ashes of Time (Dung che sai duk, 東邪西毒T) è un film del 1994 diretto da Wong Kar-wai.
La pellicola, di genere wuxia, è parzialmente basata sul romanzo The Legend of the Condor Heroes di Louis Cha.

## Produzione
Lungamente desiderato dal regista, la lavorazione si è rivelata un'autentica odissea, tra mille difficoltà e tempi infiniti. 
Durante la fase di montaggio del film, il regista ha girato anche Hong Kong Express che, pur avendo un budget decisamente minore si è poi dimostrato vincente al botteghino.

## Distribuzione
Nel 2008 il film è stato ridistribuito nella sua edizione "Redux", presentata nella sezione Proiezioni speciali al 61º Festival di Cannes. In questa versione Wong ha tagliato completamente un paio di scene d'azione, ha rimontato lievemente alcuni passaggi, aggiungendo o sostituendo singole inquadrature sparse, ha cambiato e riaggiornato la colonna sonora, ha aggiunto alcune didascalie su fondo nero e ha restaurato digitalmente il girato accentuandone significativamente le tonalità giallo-verdi.
Stando alle dichiarazioni del regista la prima versione del film è attualmente reperibile solo tramite le edizioni DVD cinesi e francesi (quest'ultima tagliata in malomodo) in quanto le pellicole originali sono ampiamente rovinate. Proprio l'usura di certe sezioni del negativo originale giustificherebbe la sofferta scelta di accorciare (anziché allungare, come da prassi per i director's cut) certe sequenze, compresa l'eliminazione di un paio di esse.
La comunità critica più severa si domanda tuttora come sia stato possibile trascurare e abbandonare al degrado un film di tale importanza, sia in termini di valore artistico che di sforzo produttivo al punto che nel corso degli anni novanta non è stato realizzato nemmeno un telecinema adeguato del film che ne preservasse la bellezza originale quantomeno su supporto video. La recente riedizione "Redux" ripara solo parzialmente a questo errore in quanto è priva di certe scene/inquadrature e presenta comunque una fotografia visibilmente alterata in postproduzione.